# Duell-Maler (korinthischer Vasenmaler)
Der Duell-Maler war ein mit einem Notnamen bezeichneter antiker griechischer Vasenmaler, der seine Werke im korinthisch-schwarzfigurigen Stil verzierte. Er arbeitete während der Frühkorinthischen Phase des Stils (625 bis 600 v. Chr.). Der Duell-Maler verzierte seine Aryballoi bevorzugt mit Kampfszenen, was ihm auch seinen Notnamen einbrachte. Er war auch einer der ersten korinthischen Maler, die Vögel malten.